# Imhotep Museum

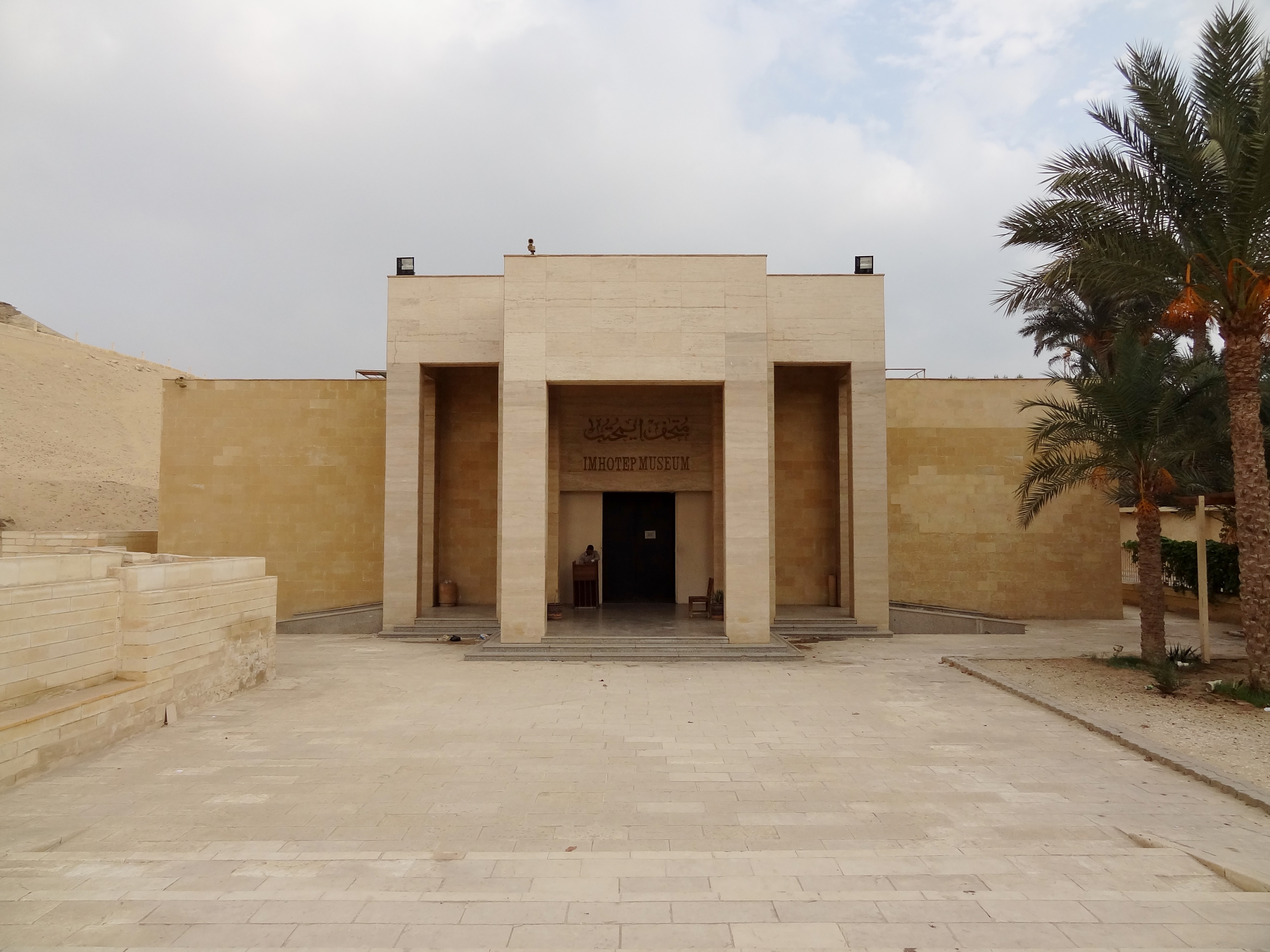
De ingang van het Imhotep Museum in 2014

Het Imhotep Museum is het museum van de archeologische site Saqqara in Egypte. Het is genoemd naar de oud-Egyptische architect Imhotep, die verantwoordelijk was voor de bouw van de trappiramide in Saqqara, en is geopend in april 2006. In het museum zijn belangrijke vondsten uit Saqqara tentoongesteld.
Het museum heeft vijf tentoonstellingszalen:
- Entree: onder andere voetstuk van het beeld van Djoser waarop de naam Imhotep is genoemd (voorheen tentoongesteld in het Egyptisch Museum in Cairo)
- "Main hall": architectuur uit het Djoser-complex (onder andere muur met faience tegels)
- "Saqqara Tombs": objecten uit graftombes in Saqqara (van de zesde dynastie tot en met het Nieuwe Rijk), reliëfs uit het piramidecomplex van Oenas
- "Saqqara Styles": onder andere houten en stenen grafbeelden
- "Saqqara Missions": recente vondsten (roulerende opstelling) en een namenlijst van archeologen die opgravingen doen of hebben gedaan in Saqqara

Verder bevindt zich in het museum de bibliotheek van Jean-Philippe Lauer, de egyptoloog die zijn leven heeft gewijd aan het opgraven en restaureren van het Djoser-complex.